# Витухновская, Софья Семёновна
Со́фья Семёновна Витухно́вская (13 декабря 1912, Павлово, Нижегородская губерния, Российская империя, ныне Россия — 9 июля 2000) — советская художница, живописец, график.

## Биография
В 1929—1932 годах училась в студии А. С. Монка в Москве, реорганизованной в изотехникум ИзоГИЗа. В 1935—1937 годах продолжила образование в институте повышения квалификации художников-живописцев при Московском изоинституте. Среди педагогов: А. Резников, А. Щипицин, В. Руцай. Совершенствовалась в мастерских С. В. Герасимова и Б. В. Иогансона. В 1937—1940 годах работала в Комсомольске-на-Амуре с мужем, художником Х. М. Сандлером; занималась здесь преподавательской деятельностью, сценографией в городском театре.
В 1940 году вернулась в Москву. В 1970-е годы много путешествовала по стране. Автор портретов многих известных спортсменок, деятелей культуры и искусства, пейзажей и других произведений, созданных в разных техниках. С 1937 года участница московских, республиканских, всесоюзных выставок, в том числе и персональных. Неоднократно выставлялась за рубежом: в Болгарии (1975), ГДР (1980), Мозамбике, Зимбабве, Ботсване (1984), Испании (1990), Новой Зеландии (1993), Бельгии, Италии. Её работы хранятся во многих музеях страны, в том числе в Третьяковской галерее.
Член Союза художников СССР (1940).

## Семья
- Муж — художник Хоскель Моисеевич Сандлер (1910—1983).
  - Сыновья — Юлий Хоскелевич Сандлер, Александр Хоскелевич Витухновский (род. 1947).
- Внучка — Алина Александровна Витухновская, литератор[1].
- Внук — Вадим Юльевич Сандлер.